# Garabed Antranikian
Garabed Garo Antranikian (* 30. April 1951 in Amman) ist ein deutscher Biologe und ehemaliger Präsident der Technischen Universität Hamburg (damals „Technische Universität Hamburg-Harburg“).

## Leben
Als Sohn einer armenischstämmigen Familie wurde Antranikian in der jordanischen Hauptstadt Amman geboren. Sein Vater Josef rettete sich im Alter von sieben Jahren als einziger der Familie vor dem Völkermord an den Armeniern und emigrierte später nach Jerusalem. Seine Mutter verlor durch den Völkermord ihre Brüder. Nach einem Studium der Biologie an der Amerikanischen Universität in Beirut in den Jahren 1970 bis 1976 und der Promotion am Institut für Mikrobiologie und Genetik der Georg-August-Universität Göttingen 1980 habilitierte er 1988 im Fachgebiet Mikrobiologie. Seit 1989 ist er deutscher Staatsbürger.
Seit 1989 forscht und lehrt er als Professor für Technische Mikrobiologie (Biotechnologie) an der Technischen Universität Hamburg und leitet dort seit 2003 das Institut für Technische Mikrobiologie.
Am 28. Januar 2009 wurde er zum Vizepräsidenten Lehre gewählt. Anschließend wurde er am 14. Dezember 2010 zum Präsidenten der Universität gewählt. 
Am 1. April 2011 trat Antranikian das Amt des Präsidenten der Technischen Universität Hamburg an und gab gleichzeitig sein bisheriges Amt als Vizepräsident der Lehre ab.
Antranikian ist verheiratet und hat zwei Söhne. Er spricht fünf Sprachen.

## Wirken
Sein Forschungsschwerpunkt sind extremophile Mikroorganismen und ihre mögliche technische Nutzung.
2007 wurde er zum ordentlichen Mitglied der Akademie der Wissenschaften in Hamburg gewählt.
Er ist ebenfalls Mitglied der Deutschen Akademie der Technikwissenschaften (acatech).
Antranikian war von 2004 bis 2010 Präsident der International Society for Extremophiles (ISE). und ist Herausgeber des Fachjournals Extremophiles.

## Ehrungen und Auszeichnungen
2002 wurde Antranikian die Ehrendoktorwürde der National Academy of Sciences of Armenia (Yerevan) verliehen.
Am 14. Oktober 2004 erhielt er den Deutschen Umweltpreis der Deutschen Bundesstiftung Umwelt, die höchstdotierte Umweltauszeichnung Europas.